# Expansionskärl

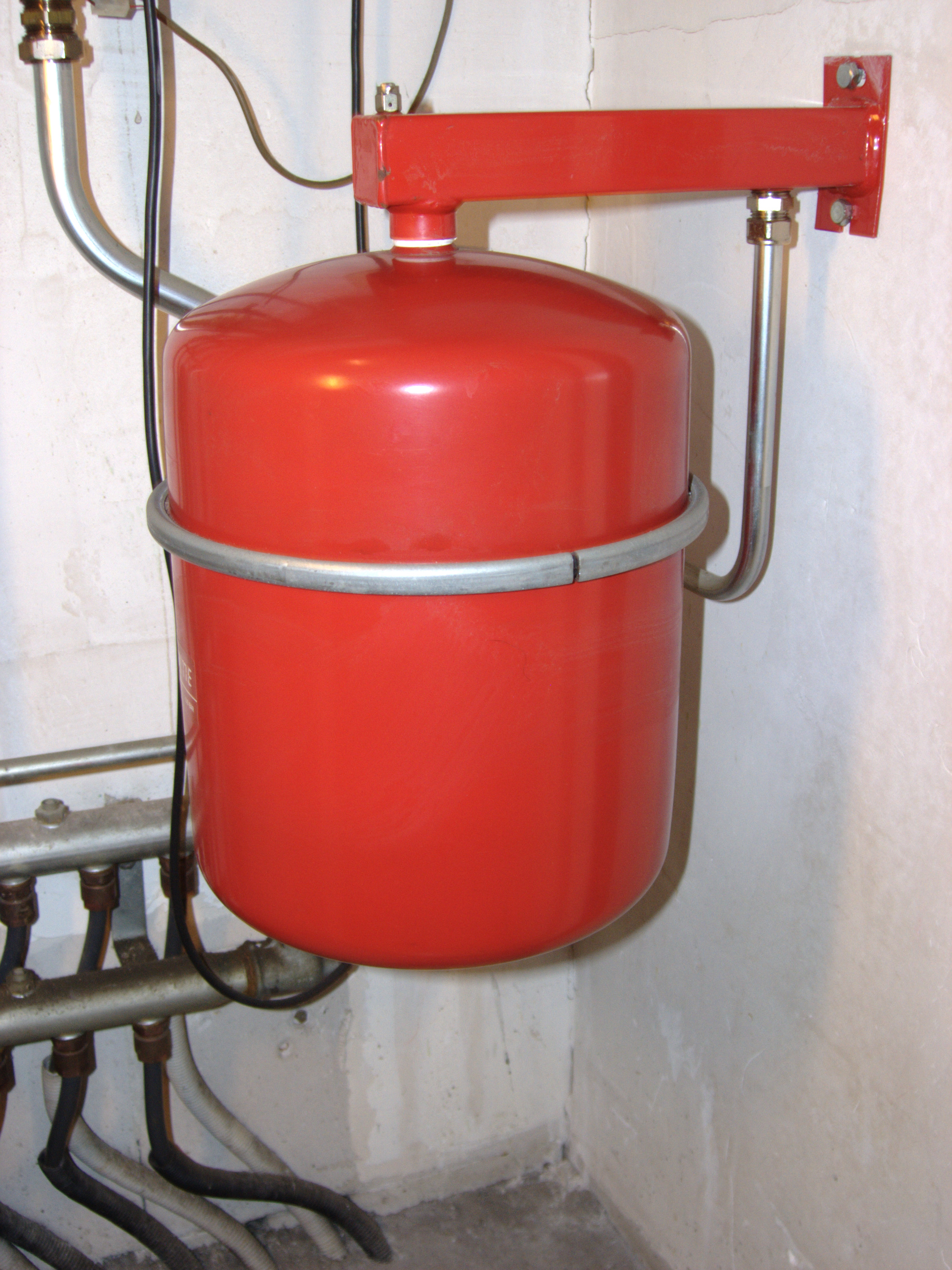

Expansionskärl används i ett värmesystem och kylsystem för att ta upp expansionen av vattnet. Expansionskärlets volym ska, under bräddavloppet motsvara ca 2,5/20 del (15 %) av systemets totala vattenvolym. Så om man exempelvis ska installera ytterligare en varmvattentank till det befintliga systemet så måste man installera ytterligare ett expansionskärl som tar upp den volymen, eller byta ut det gamla expansionskärlet till ett större. Det finns två typer av expansionskärl:
- Öppet system
- Slutet system

Expansionskärlet för såväl öppna som slutna system bör inkopplas så nära pumpens sugsida som möjligt. Med denna inkopplingsprincip minskas risken att få undertryck någonstans i radiatorsystemet.  
Öppet system Då placeras expansionskärlet på högsta punkt, alltså över den radiator som är placerad högst i bostaden. Ett säkerhetsrör dras från kärlet till en golvbrunn, alltså ska den stå i öppen förbindelse med det fria. Inga ventiler eller liknande får monteras på denna säkerhetsledning (markerat på ritning som SL). Platsen som expansionskärlet placeras på måste vara frostskyddad. 
Slutet system Panna och värmesystem har ingen direkt kontakt via luftledning med det fria. Istället är det slutna tryckkärl som tar upp vattnets expansion och en säkerhetsventil öppnar om trycket blir för högt. (Säkerhetsventilerna är oftast på 1,5 bar i villa/hus). På ett slutet system är det alltid ett samlingsrör som innehåller: avluftare (AL), Tryckmätare (MP), och säkerhetsventil (SÄV). Om man monterar på en avstängningsventil före kärlet (för att enkelt kunna byta eller underhålla kärlet) så måste säkerhetsventilen monteras så att den alltid står i öppenförbindelse med pannan och kan fungera även om kärlet stängs bort. Utloppsröret från säkerhetsventilen måste placeras så att alstrad ånga inte medför personskada, vid en eventuell utblåsning.
Ett system ska ha expansionskärlet med en volym på minst vara 5% av systemvolymen, för ett vedeldat system är motsvarande volym minst 10%.